# Ипатовский район

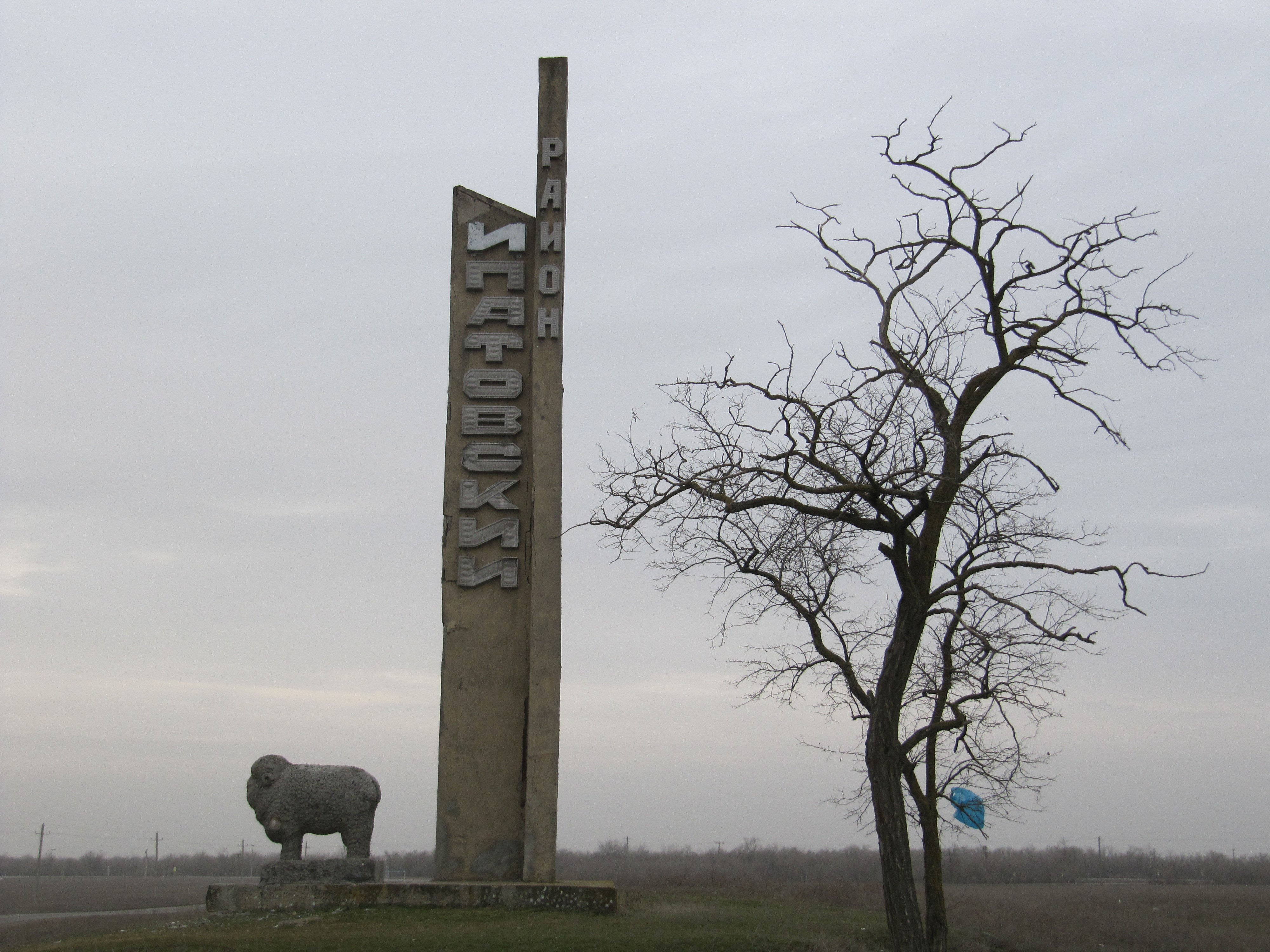
Дорожный знак со стороны Апанасенковского района.

Ипа́товский район — район в Ставропольском крае России. В границах района образован Ипатовский муниципальный округ.
Административный центр — город Ипатово. Население — 57 158 человек (2023).

## География
Ипатовский район, в границах которого находится одноимённый муниципальный округ, расположен на границе северо-восточных склонов ставропольской возвышенности и юго-западной части Маныческой низменности. На севере район граничит с Республикой Калмыкией, на юге с Петровским, на юго-западе с Труновским, на западе с Красногвардейским, на северо-востоке и востоке с Апанасенковским, и на юго-востоке с Туркменским районами.
Территория района протягивается с севера на юг — 67 км, а с запада на восток — на 112 км. Район я вляется одним из самых больших в Ставропольском крае, площадь равна 4039 км2.

### Климат
Климат Ипатовского района резко континентальный с амплитудой колебаний максимальных и минимальных температур воздуха летом до +44 °C, зимой до −34 °C. Среднегодовая сумма осадков составляет 320—412 мм и нарастает по мере передвижения от северо-восточной части района к юго-западной.
Ипатовский район относится к категории засушливых районов. Лето продолжительное, жаркое, сухое со среднемесячной температурой июля +24 °C. В летнее время восточный ветер приносит раскалённый воздух среднеазиатских пустынь. С ним связаны засухи и пылевые бури, начинающиеся при скорости ветра 15-20 м/с. Засухи и суховеи различной интенсивности — типичное для Ипатовского района явление; летом бывает 85-100 суховейных дней.
Осень тёплая и продолжительная, но заморозки очень часты.
Гидрография
Речная сеть в Ипатовском районе развита слабо. Наиболее значительными являются р. Калаус с притоком Айгурка, относящаяся к бессточному бассейну Каспийского озера-моря, и р. Большая Кугульта (правый приток р. Егорлык), относящаяся к бассейну Азовского моря. Малые реки — Кевсала, Айгурка, Джалга и Дунда. Имеется два лимана, Дундинское водохранилище и большое количество прудов.

## История
До 1794 года территория района — кочевья ногайцев буджакской орды (Военно-историческая карта Северо-Западного Кавказа, составленная краеведом и историком, секретарём статистического комитета Е. Д. Фелицыным)
13 февраля 1924 года образован Виноделенский район Ставропольского округа Северо-Кавказского края с центром в селе Винодельном путём выделения его территории из состава Благодарненского и Медвеженского уездов Ставропольской губернии. В том же году был образован Виноделенский сельский Совет под председательством участника Гражданской войны (на стороне красных) В. Т. Ниценко.
17 апреля 1924 года Киевский сельсовет был передан из Виноделинского района в Апанасенковский (фактическая передача произошла 1 июля).
31 октября 1924 года в Ново-Васильевский сельсовет из Московского района был передан хутор Весёлый.
8 декабря 1924 года Яшалтинский сельсовет был передан Калмыцкой автономной области.
9 июня 1925 года из Московского района в Виноделинский были переданы хутора Московский, Пелагиадский и Ульяновский.
В 1925 году в районе состояли сельсоветы:
- Больше-Джалгинский: с. Большая Джалга
- Бурукшунский: с. Бурукшун, пос. Ипатовский, х. Московский
- Виноделенский: с. Винодельное, х. Кочержинский
- Дербетовский: х. Белокопанский, с. Дербетовка
- Добровольно-Васильевский: х. Весёлый, пос. Добровольный, х. Новая Колония, пос. Ново-Васильевский
- Золотарёвский: х. Жданный, кол. Золотарёвка, х. Иващенко, ком. Красная Колония, кол. Мартыновка, х. Николаевка, Николина Пристань (Мартинфельд), пос. совхоза № 3, кол. Хубиярова (Бетель)
- Кевсалинский: х. Верхне-Кундулинский, с. Кевсала, х. Кизляровский, х. Красно-Калиновский, х. Красно-Кундулинский, х. Красно-Пролетарский
- Лиманский: с. Лиман, х. Ярмизин
- Мало-Джалгинский: х. Красный Пахарь, с. Малая Джалга
- Предтеченский: с. Предтеча
- Софиевский: х. Ерохинский, ком. Красная Звезда, ком. Пелагиадский, пос. совхозов группы № 5, 6, 7 (Новая Киевка), с. Софиевка, х. Ульяновский, х. Черноморский

Декретом ВЦИК от 1 марта 1926 года в составе района образован Крестьянский сельсовет.
По состоянию на 1 октября 1926 года в районе значились сельсоветы:
- Больше-Джалгинский: с. Большая Джалга, х. Большаков, х. Борсюк, х. Волошин, х. Горобцов, х. Калинников, х. Кириленко, х. Кононенко, х. Рубцова, х. Сурин, х. Теницкий, х. Чмырева
- Бурукшунский: с. Бурукшун, х. Ипатовский
- Виноделинский: х. Бондаревский, с. Винодельное, х. Галкина, х. Кочержинский, х. Московский, х. Совы Василия, х. Совы Дмитрия, х. Совы Ефима, х. Совы Тимофея
- Дербетовский: х. Белокопанский, арт. «Будённовец», с. Дербетовка, х. Колосова Кузьмы, х. Ляшенко Карпа, х. Трегубова Алексея, х. Чубенко Власа
- Добровольно-Васильевский: х. Бортова, х. Весёлый, с. Добровольно-Васильевка, х. Лысенко, п. Ново-Васильевка, х. Новая Колония, х. Плотникова, х. Серикова, пос. совхоза № 1
- Золотарёвский: х. Жданный, с. Золотарёвка, х. Иващенко, ком. Красная Колония, х. Мартыновка, х. Николаевка, х. Николина Пристань, х. Хубиярова, ком. Штурпиловка
- Кевсалинский: х. Бедрикова, х. Верхне-Кундулинский, х. Калиновский, с. Кевсала, х. Кизляровский, х. Красно-Кундулинский, х. Красно-Пролетарский
- Крестьянский: с. Крестьянское, х. Подгорный, х. Пустовитова, пос. арт. «Юный пахарь»
- Лиманский: х. Дудкина, х. Кустарникова, с. Лиман, х. Панасенко, х. Переверзева, х. Сердюкова, х. Таранухина, х. Трощая, х. Ярмизина
- Предтеченский: т-во «Беднота», арт. «Будённовский пахарь», х. Вавилон, группа Дубовка, с. Предтеча, арт. «Хлебороб», станция Эген
- Софиевский: х. Аксёнова, х. Булгакова, х. Голубова, х. Ерохинский, х. Жариковский, х. Жигальцова, х. Золотарёв, х. Иногородний, арт. «Красная Звезда», арт. «Красный май», х. Леонтьев, х. Переверзева, х. Проскуринский, х. Сиволаповский, с. Софиевка, х. Успенский, х. Черкасова, х. Черноморский, х. Чумакова, х. Чумаков
- Ульяновский: х. Московский, х. Пелагиадский, пос. совхоза № 3, пос. совхоза № 5, пос. совхоза № 6, пос. совх. № 7, с. Ульяновка

10 марта 1929 года из Золотарёвского сельсовета в порядке разукрупнения выделились Николино-Пристанский и Мартыновский сельсоветы.
В феврале 1931 года в состав Виноделинского района были переданы сельсоветы упразднённого Дивенского района: Воздвиженский, Вознесеновский, Дивенский, Киевский, Кистинский, Макинский, Митрофановский и Рагулинский. При этом Дивенский, Киевский, Кистинский, Макинский сельсоветы были также упразднены.
10 февраля 1932 года были упразднены Дербетовский, Лиманский, Мало-Джалгинский и Ульяновский сельсоветы.
20 февраля 1932 года в Виноделинский район передан участок совхоза «Овцеводтреста» № 12 Изобильно-Тищенского района, а участок совхоза № 11 передан в Туркменский район.
В 1932 году в районе числились Больше-Джалгинский, Бурукшунский, Виноделенский, Воздвиженский, Вознесенский, Добровольно-Васильевский, Золотарёвский, Кевсалинский, Крестьянский, Мартыновский, Митрофановский, Предтеченский, Рагулинский, Родниковский и Софиевский сельсоветы.
7 августа 1935 года Виноделенский район переименован в Ипатовский (с центром в селе Ипатово) «в рамках общекраевой акции в честь героев борьбы за советское Ставрополье и в связи с 15-летием освобождения края от белогвардейцев».
Состав сельсоветов в 1939 году:
- Больше-Джалгинский: с. Большая Джалга, х. Будённовский, х. Весёлый, х. Дарьял, х. колхоза «Вторая пятилетка»
- Бурукшунский: с. Бурукшун, х. Ипатовский, х. Северный
- Добровольно-Васильевский: х. Весёлый, с. Добровольное, х. Новая Колония, х. Ново-Васильевка
- Золотарёвский: с. Золотарёвка, х. Иващенский, х. Нейфельд, х. Пролетарский, с. Хубияровка, х. Штурпиловка
- Ипатовский: х. Бондаревский, х. Водный (Садовый), х. Галкин, с. Ипатово, х. Кирпично-черепичного завода, х. Кочержинского, х. Мелиорация, х. Совы
- Кевсалинский: х. Верхний Кундуль, с. Кевсала, х. Красный Восток, х. Красный Кундуль, х. Средний Кундуль
- Книгинский: х. Буйный пахарь, х. Вавилон, х. Дубовский, с. Книгино, станция Эген
- Крестьянский: с. Крестьянское
- Лиманский: х. Ермизин, х. Заготскотский, х. Лиман
- Родниковский: х. Детдом им. Крупской, х. Ищенко, х. Ново-Московский, с. Родники
- Поссовет совхоза № 8: х. Гурт Корниенко, станция Дербетовка, х. Юнды, х. Огородная ферма № 2, х. Полевая бригада ферма № 1, х. Центральная усадьба совхоза № 8
- Поссовет совхоза № 11: х. Андрюшин, х. Апанасенко, х. Брянский, х. Ветеринарный пункт, х. Каналевский 1-й, х. Каналевский 2-й, х. Кирпичный завод, х. Медицинский пункт, х. Терещенко, х. Чубовский, х. Центр. усадьба совхоза, х. Юсупстрой
- Поссовет совхоза № 22: х. Гачевка, х. Жданов, пос. Кирпичного завода, х. Пелагиадский 1, х. Пелагиадский 2, х. Центр. усадьба совхоза № 22
- Софиевский: х. Воробьёвский, х. Ерохинский, х. Иногородний, х. Проскурин, х. Сиволапенко, с. Софиевка, х. Ульяновский, х. Успенский, х. Черноморский

5 апреля 1941 года в состав Ипатовского района из Туркменского переданы Верхне-Барханчакский, Мало-Барханчакский и Юсуп-Кулакский сельсоветы.
7 августа 1942 года район был оккупирован немецко-фашистскими захватчиками, 21 января 1943 года освобождён.
15 мая 1952 года в район из Апанасенковского передан Бело-Копанский поссовет.
По состоянию на 1 мая 1953 года в районе были следующие сельсоветы:
- Белокопанский: пос. Белые Копани
- Больше-Джалгинский: с. Большая Джалга, х. Весёлый
- Бурукшунский: с. Бурукшун, х. Северный
- Верхне-Барханчакский: аул Верхний Барханчак, х. Весёлый, х. Новый Барханчак
- Добровольно-Васильевский: с. Добровольное, х. Весёлый, х. Ново-Васильевка
- Золотарёвский: с. Золотарёвка
- Ипатовский: х. Бондаревский, с. Ипатово, х. Кочержинского, х. Садовый, х. Мелиорации
- Кевсалинский: х. Верхний Кундуль, с. Кевсала, х. Красный Кундуль, х. Средний Кундуль
- Книгинский: х. Вавилон, х. Дубовский, с. Книгино, станция Эген
- Крестьянский: с. Крестьянское
- Лиманский: х. Ермизинский, х. Кормосовхоз, с. Лиман
- Мало-Барханчакский: аул Мало-Барханчакский
- Родниковский: с. Верхнее, х. Детский Дом Крупской, х. Иващенский, х. Ново-Московский, с. Родники
- Поссовет совхоза № 8: пос. 1-я ферма совхоза № 8 «Виноделинский», пос. 2-я ферма совхоза № 8 «Виноделинский», пос. Центр. усадьба совхоза № 8 «Виноделинский»
- Поссовет совхоза № 11: пос. № 1 ферма совхоза № 11 «Советское руно», пос. № 2 этого совхоза, пос. № 3 этого совхоза, пос. Центр. усадьба этого совхоза
- Поссовет совхоза № 22: пос. 1 ферма совхоза № 22 «Ипатовский», пос. 2 ферма этого совхоза, пос. 3 ферма этого совхоза, пос. 4 ферма этого совхоза, пос. 5 ферма этого совхоза, пос. Центр. усадьба этого совхоза
- Софиевский: х. Воробьёвский, х. Ерохинский, х. Проскурин, с. Софиевка, х. Ульяновский, х. Черноморский, х. Успенский

18 июня 1954 года произошло укрупнение сельсоветов:
- Книгинский, Мало-Барханчакский, Верхне-Барханчакский и Крестьянский объединились в Книгинский,
- Золотарёвский, Родниковский и Софиевский — в Золотарёвский,
- Лиманский и Юсуп-Кулакский — в Лиманский,
- Поссовет № 8 и Белокопанский — в Совхозный поссовет.

20 июня 1957 года в Ипатовский район из расформированного Дмитриевского района передан Поссовет совхоза «Большевик» со всеми своими населёнными пунктами.
Состав сельсоветов в 1959 году:
- Больше-Джалгинский:, с. Большая Джалга, х. Весёлый
- Бурукшунский:, с. Бурукшун, х. Северный
- Виноделинский:, пос. Большие Копани, пос. Центр. усадьба совхоза «Виноделинский»
- Добровольно-Васильевский:, х. Весёлый, с. Добровольное, х. Ново-Васильевка
- Золотарёвский:, х. Верхний, х. Воробьёвский, с. Золотарёвка, х. Иващенский, х. Ново-Московский, пос. Психбольница, с. Родники, с. Софиевка, пос. Софиевский городок, х. Успеновка, х. Черноморовка, х. Штурпиловка
- Ипатовский:, х. Бондаревский, х. Водный, с. Ипатово, х. Кочержинский, х. Сидоренко
- Кевсалинский:, х. Верхний Кундуль, с. Кевсала, х. Красный Кундуль, х. Средний Кундуль
- Лиманский:, х. Весёлый, с. Лиман, х. Мелиорация, пос. откормочного совхоза, х. Юсуп-Кулак
- Октябрьский:, х. Вавилон, аул Верхний Барханчак, х. Дубовка, с. Крестьянское, аул Нижний Барханчак, с. Октябрьское, станция Эген
- Поссовет совхоза «Советское руно»:, х. Алешино, х. Апанасенко, пос. совхоза «Советское руно»
- Поссовет совхоза «Ипатовский»:, пос. совхоза «Ипатовский», х. Ульянова, х. № 5
- Поссовет совхоза «Большевик»:, пос. Азербайджан, пос. Центр. усадьба совхоза «Большевик»

1 февраля 1963 года указом Президиума Верховного Совета РСФСР в Ставропольском крае образован Ипатовский сельский район вместо существующего. Тогда же в состав района были включены Первомайский и Тахтинский сельсоветы Красногвардейского района, а сельсовет совхоза «Виноделенский» передан в Апанасенковский
район. 18 декабря Виноделенский сельсовет возвращён в район.
12 января 1965 года Президиум Верховного Совета РСФСР постановил:
Арзгирский, Александровский, Апанасенковский, Благодарненский, Георгиевский район, Изобильненский, Ипатовский, Кочубеевский, Красногвардейский, Курский район, Левокумский, Минераловодский, Новоалександровский район, Петровский район, Прикумский, Советский и Шпаковский сельские районы преобразовать в районы.
По состоянию на 1 марта 1966 года в районе состояли сельсоветы:
- Большевистский: п. Большевик, пос. фермы № 1 совхоза «Большевик», пос. фермы № 2 этого совхоза, пос. фермы № 3 этого совхоза, пос. фермы № 4 этого совхоза
- Больше-Джалгинский: с. Большая Джалга
- Бурукшунский: с. Бурукшун, х. Северный
- Виноделенский: пос. Виноделенский, пос. Дружный
- Добровольно-Васильевский: х. Васильев, х. Весёлый, с. Добровольное
- Золотарёвский: х. Воробьёвский, с. Золотарёвка, с. Родники, с. Софиевка, пос. Софиевский городок, пос. Спецшкола
- Ипатовский: х. Бондаревский, х. Водный, с. Ипатово, х. Кочержинский
- Кевсалинский: х. Верхний Кундуль, с. Кевсала, х. Красный Кундуль, х. Средний Кундуль
- Красочный: п. Красочный, п. Ульяновский, п. фермы № 2 совхоза «Ипатовский»
- Лиманский: х. Весёлый, х. Ермизев, с. Лиман, х. Мелиорация, аул Юсуп-Кулак
- Октябрьский: х. Дубовский, х. Вавилон, аул Верхний Барханчак, с. Крестьянское, аул Малый Барханчак, аул Нижний Барханчак, с. Октябрьское
- Первомайский: х. Вольный, х. Восточный, с. Первомайское, х. Передовой
- Советскорунный: п. Двуречный, п. Донцово, п. Калаусский, п. Советское руно
- Тахтинский: х. Вольный крестьянин, с. Красная Поляна, с. Новоандреевка, х. Подлесный, х. Прилесный, с. Тахта

По состоянию на 15 января 1970 года сельсоветы Ипатовского района имели такие составы:
- Большевистский: п. Большевик, пос. фермы № 1 совхоза «Большевик», пос. фермы № 2 этого совхоза, пос. фермы № 3 этого совхоза, пос. фермы № 4 этого совхоза
- Больше-Джалгинский: с. Большая Джалга
- Бурукшунский: с. Бурукшун, х. Северный
- Виноделенский: п. Винодельный, п. Дружный, п. Центр. усадьба совхоза «Винодельный»
- Добровольно-Васильевский: х. Весёлый, с. Добровольное, с. Ново-Васильевка
- Золотарёвский: х. Воробьёвский, с. Золотарёвка, х. Иващенский, с. Родники, п. Софиевский городок
- психбольницы, п. Спецшкола-интернат
- Ипатовский: х. Бондаревский, х. Водный, с. Ипатово, х. Кочержинский
- Кевсалинский: х. Верхний Кундуль, с. Кевсала, х. Красный Кундуль, х. Средний Кундуль
- Красочный: п. Красочный, х. Пятый, х. Ульяновский, п. фермы № 1 совхоза «Ипатовский», п. фермы № 2 этого совхоза, п. фермы № 3 этого совхоза
- Лиманский: х. Весёлый, х. Ермизев, с. Лиман, х. Мелиорация, аул Юсуп-Кулакский
- Октябрьский: х. Вавилон, аул Верхний Барханчак, х. Дубовский, с. Крестьянское, аул Малый Барханчак, аул Новый Барханчак, с. Октябрьское
- Первомайский: х. Вольный, х. Восточный, с. Первомайское, х. Передовой
- Советскорунный: п. Двуречный, п. Донцово, п. Калаусский, п. Советское руно
- Тахтинский: х. Вольный крестьянин, с. Красная Поляна, п. Лесная Дача, с. Новоандреевское, с. Тахта

Законом Ставропольского края от 4 октября 2004 года было образовано муниципальное образование Ипатовский муниципальный район.
С 1 мая 2017 года все муниципальные образования Ипатовского муниципального района объединены в Ипатовский городской округ.
9 июня 2023 года городской округ преобразован в муниципальный округ из-за несоответствиям критериям, предъявляемым Федеральным законом к городским округам.

## Муниципально-территориальное устройство до 2017 года
С 2004 до 2017 года в Ипатовский муниципальный район входило 16 муниципальных образований, в том числе одно городское и 15 сельских поселений:
| №        | Муниципальное образование          | Административный центр  | Количество населённых пунктов | Население (чел.) | Площадь (км²) |
| -------- | ---------------------------------- | ----------------------- | ----------------------------- | ---------------- | ------------- |
| 1e-06    | Городское поселение:               |                         |                               |                  |               |
| 1        | Ипатово                            | город Ипатово           | 4                             | ↘25 512          | 348,63        |
| 1.000002 | Сельские поселения:                |                         |                               |                  |               |
| 2        | Большевистский сельсовет           | посёлок Большевик       | 4                             | ↘2211            | 404,70        |
| 3        | Винодельненский сельсовет          | посёлок Винодельненский | 2                             | ↘1504            | 160,13        |
| 4        | Добровольно-Васильевский сельсовет | село Добровольное       | 3                             | ↗1240            | 167,96        |
| 5        | Золотарёвский сельсовет            | село Золотарёвка        | 5                             | ↘2859            | 220,50        |
| 6        | Кевсалинский сельсовет             | село Кевсала            | 4                             | ↘3074            | 269,37        |
| 7        | Красочный сельсовет                | посёлок Красочный       | 4                             | ↘2201            | 379,07        |
| 8        | Леснодачненский сельсовет          | село Лесная Дача        | 2                             | ↘958             | 102,88        |
| 9        | Лиманский сельсовет                | село Лиман              | 4                             | ↗2470            | 217,77        |
| 10       | Мало-Барханчакский сельсовет       | аул Малый Барханчак     | 4                             | ↘1972            | 206,71        |
| 11       | Октябрьский сельсовет              | село Октябрьское        | 2                             | ↗3455            | 201,57        |
| 12       | Первомайский сельсовет             | село Первомайское       | 2                             | ↘1228            | 240,15        |
| 13       | село Большая Джалга                | село Большая Джалга     | 1                             | ↘3038            | 336,30        |
| 14       | село Бурукшун                      | село Бурукшун           | 1                             | ↗2939            | 189,80        |
| 15       | Советскорунный сельсовет           | посёлок Советское Руно  | 4                             | ↘2048            | 398,75        |
| 16       | Тахтинский сельсовет               | село Тахта              | 2                             | ↘2782            | 176,58        |

## Официальная символика

Герб Ипатовского городского округа

Ипатовский городской округ (ранее Ипатовский муниципальный район) в соответствии с законодательством и геральдическими правилами имеет собственные официальные символы — герб, флаг, отражающие исторические, культурные, национальные и иные местные традиции и особенности, а также может иметь и другую символику.
Решением Думы Ипатовского городского округа Ставропольского края от 27 марта 2018 года № 38 в качестве официальных символов городского округа установлены герб и флаг Ипатовского муниципального района, утверждённые 24 марта 2015 года.
Геральдическое описание герба гласит: «В рассечённом червлёно-лазоревом поле золотой сноп, продетый сквозь золотую с лазоревыми обручами бочку, обременённую лазоревой каплей, обременённой серебряным Овном».
Содержательная идея и символика герба выражают стремление местного населения и органов местного самоуправления к единению и процветанию. Сноп (символ урожая) указывает на агарную направленность экономики округа и подчёркивает единство находящихся в его составе территорий, число которых соотносится с числом собранных в снопе пшеничных колосьев. Бочка (символ бездонности, удачи) отражает безграничность творческого созидательного потенциала жителей округа. Кроме того, изображение винной бочки напоминает о том, что первоначально Ипатовский район, которому соответствует одноимённый округ, назывался Винодельненским и сообщает гербу полугласность, усиливаемую помещённым поверх бочки изображением слезы (капли) — символа чистоты, духовного просветления, благословения, воскресения и скорби по погибшим. Овен (баран) указывает на развитое в округе животноводство, а также символизирует мужество, постоянство, долгожительство, богатство, твёрдость, непобедимость, крепость и бесстрашие.
Флаг представляет собой прямоугольное равно-рассечённое красно-синее полотнище с соотношением сторон 2:3, воспроизводящее композицию герба в красном, жёлтом, синем и белом цветах.

## Население
| 1926    | 1931     | 1939    | 1959    | 1970    | 1979    | 1989    | 1990    | 1991    | 1992    |
| ------- | -------- | ------- | ------- | ------- | ------- | ------- | ------- | ------- | ------- |
| 61 510  | ↗122 787 | ↘52 280 | ↘49 868 | ↗64 376 | ↘62 783 | ↗64 938 | ↗65 689 | ↗66 881 | ↗68 187 |
| 1993    | 1994     | 1995    | 1996    | 1997    | 1998    | 1999    | 2000    | 2001    | 2002    |
| ↗70 070 | ↗71 114  | ↗71 849 | ↗72 667 | ↘71 881 | ↘71 804 | ↘71 614 | ↘71 309 | ↘70 929 | ↘69 268 |
| 2003    | 2004     | 2005    | 2006    | 2007    | 2008    | 2009    | 2010    | 2011    | 2012    |
| ↘69 059 | ↘68 334  | ↘67 577 | ↘66 914 | ↘66 094 | ↘65 805 | ↘65 344 | ↘62 751 | ↘62 615 | ↘61 760 |
| 2013    | 2014     | 2015    | 2016    | 2017    | 2018    | 2019    | 2020    | 2021    | 2023    |
| ↘61 003 | ↘60 197  | ↘59 579 | ↘59 197 | ↘58 581 | ↘57 856 | ↘57 052 | ↘56 197 | ↗58 033 | ↘57 158 |

### Урбанизация
В городских условиях (Ипатово) проживают 44,93 % населения района.
Гендерный состав
По итогам переписи населения 2010 года проживали 29 281 мужчина (46,66 %) и 33 470 женщин (53,34 %).

### Национальный состав
По итогам переписи населения 2010 года проживали следующие национальности (национальности менее 1 %, см. в сноске к строке «Другие»):
| Национальность | Численность | Процент |
| -------------- | ----------- | ------- |
| Русские        | 55 030      | 87,70   |
| Туркмены       | 1593        | 2,54    |
| Татары         | 1457        | 2,32    |
| Цыгане         | 734         | 1,17    |
| Другие         | 3937        | 6,27    |
| Итого          | 62 751      | 100,00  |

По итогам переписи населения 2020 года проживали следующие национальности (национальности менее 1 % и другое, см. в сноске к строке «Другие»):
| Национальность | Численность, чел. | Доля     |
| -------------- | ----------------- | -------- |
| Русские        | 49 320            | 84,99 %  |
| Туркмены       | 1713              | 2,95 %   |
| Татары         | 1146              | 1,97 %   |
| Цыгане         | 1101              | 1,90 %   |
| Другие         | 4753              | 8,19 %   |
| Итого          | 58 033            | 100,00 % |

## Населённые пункты
Распределение населения района
 Ипатово (44,93 %) Октябрьское (5,77 %) Кевсала (4,93 %) Большая Джалга (5,14 %) Тахта (4,22 %) Остальные (35,01 %)
| №  | Населённый пункт   | Тип населённого пункта | Население |
| -- | ------------------ | ---------------------- | --------- |
| 1  | Большая Джалга     | село                   | ↘2939     |
| 2  | Большевик          | посёлок                | ↗1319     |
| 3  | Бондаревский       | хутор                  | ↗603      |
| 4  | Бурукшун           | село                   | ↘1992     |
| 5  | Вавилон            | хутор                  | →77       |
| 6  | Васильев           | хутор                  | →27       |
| 7  | Верхнетахтинский   | посёлок                | ↘145      |
| 8  | Верхний Барханчак  | аул                    | ↘388      |
| 9  | Верхний Кундуль    | хутор                  | →1        |
| 10 | Весёлый            | хутор                  | ↗132      |
| 11 | Весёлый            | хутор                  | ↗132      |
| 12 | Винодельненский    | посёлок                | ↗1385     |
| 13 | Водный             | хутор                  | ↗162      |
| 14 | Восточный          | хутор                  | →25       |
| 15 | Горлинка           | посёлок                | ↘194      |
| 16 | Двуречный          | посёлок                | ↘133      |
| 17 | Добровольное       | село                   | ↘1019     |
| 18 | Донцово            | посёлок                | →38       |
| 19 | Дружный            | посёлок                | →71       |
| 20 | Залесный           | посёлок                | ↘268      |
| 21 | Золотарёвка        | село                   | ↘1122     |
| 22 | Ипатово            | город                  | ↘25 682   |
| 23 | Калаусский         | посёлок                | →10       |
| 24 | Кевсала            | село                   | ↗2818     |
| 25 | Кочержинский       | хутор                  | ↗373      |
| 26 | Красная Поляна     | село                   | ↘506      |
| 27 | Красный Кундуль    | хутор                  | →80       |
| 28 | Красочный          | посёлок                | ↘1449     |
| 29 | Крестьянское       | село                   | ↘111      |
| 30 | Лесная Дача        | село                   | ↘406      |
| 31 | Лиман              | село                   | ↘1312     |
| 32 | Малоипатовский     | посёлок                | ↗214      |
| 33 | Малые Родники      | посёлок                | →95       |
| 34 | Малый Барханчак    | аул                    | ↗1075     |
| 35 | Мелиорация         | хутор                  | ↘215      |
| 36 | Нижний Барханчак   | аул                    | ↗327      |
| 37 | Новоандреевское    | село                   | ↘170      |
| 38 | Новокрасочный      | посёлок                | ↗228      |
| 39 | Октябрьское        | село                   | ↗3296     |
| 40 | Первомайское       | село                   | ↘1074     |
| 41 | Правокугультинский | посёлок                | ↘339      |
| 42 | Родники            | село                   | ↗474      |
| 43 | Советское Руно     | посёлок                | ↘1790     |
| 44 | Софиевка           | село                   | ↘442      |
| 45 | Софиевский Городок | посёлок                | ↘515      |
| 46 | Средний Кундуль    | хутор                  | →33       |
| 47 | Тахта              | село                   | ↘2412     |
| 48 | Юсуп-Кулакский     | аул                    | ↘748      |

### Упразднённые населённые пункты
- Бетель (Bethel, Иващенко)[46]

до 1917 — Ставропольская губ., Ставропольский у., Золотаревская/Благодатенская вол.; в сов. период — Орджоникидзевский край, Ипатовский (Виноделенский) р-н.
Еванг.-лют. хутор на собств. земле, осн. в 1878. На лев. берегу р. Бол. Кугульта, в 80 км к сев.-вост. от Ставрополя.
Основатели — 13 сем., сторонники религ. проповедника Клетера. Лют. приход Ставрополь. Молельн. дом.
Земли 570 дес. Нач. школа (1926). Жит.: 85 (1897), 142 (1904), 108 (1909), 223 (1917), 190 (1920), 183/181 нем. (1926).
- Магодынка (до 1972 года — посёлок фермы № 2 совхоза «Большевик»[47]) — посёлок, снят с учёта решением Ставропольского Крайисполкома от 30.03.1983 года № 209[48].
- Хубияровка (Блюменталь/Blumental; также Блюменфельд/Blumenfeld)[46]

до 1917 — Ставропольская губ., Ставропольский у., Золотаревская/Благодатенская/Пелагиадская вол.; в сов. период — Орджоникидзевский край, Ипатовский (Виноделенский) р-н.
Лют. село на собств. земле. У р. Бол. Кугульта, в 80 км к сев.-вост. от Ставрополя. Лют. приход Ставрополь. Земли 1700 дес. (1896). Нач. школа (1926). Жит.: 245 (1873), 315 (1909), 405 (1917), 519 (1920), 501/454 нем. (1926).

## Руководители района
Первые секретари районного комитета ВКП(б)
- с 1924 года — Иван Алексеевич Шимченко
- октябрь 1937 г. — май 1938 г. — Золотухин Михаил Иванович
- май 1938 г. — январь 1941 г. — Раловец Дмитрий Игнатович
- январь 1941 г. — август 1942 г., январь 1943 г. — июнь 1943 г. — Воронин Виктор Николаевич
- июнь 1943 г. — 10.03.1944 г. — Постовалов Сергей Осипович
- март—сентябрь 1944 г. — Михин Иван Иванович
- 05.10.1944 г. — 15.01.1951 г. — Карапетьян Иван Нуржанович
- 15. 01.1951 г. — 17.12.1956 г. — Войнов Михаил Григорьевич

Первые секретари райкома КПСС
- 17.12.1956 г. — 24.07.1959 г. — Астапов Леонид Игнатьевич
- 25.07.1959 г. — 29.12.1960 г. — Кривко Иван Иванович
- декабрь 1960 г. — декабрь 1962 г., январь 1965 г. — февраль 1968 г. — Старшиков Георгий Георгиевич
- март 1968 г. — ноябрь 1985 г. — Калягин Виктор Владимирович
- ноябрь 1985 г. — июнь 1987 г. — Жерновой Владимир Андреевич
- 20.06.1987 г. — 29.08.1991 г. — Зварич Михаил Семёнович

Председатели председатели райсовета
- 1944 г. — Яблонский

Главы района
- 2004 г. по 2012 г. Владимир Фёдорович Галенин
- С ноября 2012 года Довгалёв Валерий Иванович

Председатели Думы городского округа
- Литвинов Иван Васильевич[49]
- 3.02.2021-2022 — Горностай Евгений Васильевич[50]
- 2022-2023 — Плескач Галина Дмитриевна

Председатели исполкома районного Совета депутатов
- 6 февраля 1924 года — 1 ноября 1924 года — Василий Титович Ниценко[51]
- 1944 г. — июнь 1951 г. — Савин Михаил Иосифович
- июнь — октябрь 1951 г. — Орленко Пётр Павлович
- ноябрь 1951 г. — март 1955 г. — Романько Василий Павлович
- март 1955 г. — декабрь 1956 г. — Астапов Леонид Ильич
- декабрь 1956 г. — май 1961 г. — Ершов Михаил Александрович
- май 1961 г. — апрель 1962 г. — Фроянов Владимир Яковлевич
- май 1962 г. — март 1969 г. — Артёмов Николай Иванович
- апрель 1969 г. — ноябрь 1978 г. — Шевченко Клавдия Фёдоровна
- ноябрь 1978 г. — ноябрь 1980 г. — Симоненко Иван Алексеевич
- ноябрь 1980 г. — 22 ноября 1985 г. — Жерновой Владимир Андреевич
- 22 ноября 1985 г. — 3 сентября 1988 г. — Пушкарный Дмитрий Фёдорович
- 3 сентября 1988 г. — 22 января 1992 г. — Пономаренко Владимир Петрович

Главы администрации района
- 27 ноября 1991 г. — 5 апреля 1995 г. — Вильгоцкий Николай Тимофеевич
- 5 апреля 1995 г. — 22 января 1997 г. — Усенко Иван Иванович
- 22 января 1997 г. — 12 августа 2008 г. — Руденко Владимир Васильевич
- 9 сентября 2008 г. — 15 сентября 2012 г. — Макаров Геннадий Владимирович
- 21 ноября 2012 г. — Симоненко Игорь Иванович
- с 16 января 2015 года — Савченко Сергей Борисович[52]

Главы городского округа
- с 24.12.2020 года - Вера Николаевна Шейкина[50]

Председатели Думы муниципального округа
- с 2023 года, и.о. - Людмила Константиновна Балаба

## Экономика
Ипатовский район по праву считают самым крупным сельскохозяйственным районом края. В районе достаточно развито земледелие и животноводство, основанные на современных разработках агрономической и зоотехнической наук. В районе имеется 363,1 тыс.га сельскохозяйственных угодий, в том числе 265,9 тыс.га пашни, 77,2 тыс.га пастбищ, 13,1 тыс.га сенокосов. В структуре посевных площадей зерновые занимают 71 %.
В сельскохозяйственных предприятиях имеется 12,4 тыс. голов крупного рогатого скота, 74,6 тыс. овец.